# مهرجان 3 دقائق في 3 أيام
مهرجان 3 دقائق في 3 أيام هو مهرجان سينمائي عراقي سنوي يعقد في مدينة بغداد، وقد تأسس المهرجان عام 2013 ون قبل د.حكمت البيضاني مدير «مؤسسة الفن والسينما» 

## نبذة عن المهرجان
يقام سنويا في العاصمة العراقية بغداد في الثالث من آذار من كل عام الساعة الثالثة ولمدة ثلاثة أيام، ويكون الرقم "3" هو القاسم المشترك لكل فعاليات المهرجان، بما فيها لجان المشاهدة والتحكيم والجلسات النقدية التي تحدد بثلاثة دقائق لكل متحدث في ندوات المهرجان التي تقام مصاحبة للعروض اليومية . وقت الافلام التي تعرض فية يجب أن لاتزيد عن ثلاثة دقائق، كذلك جوائز المهرجان هي ثلاث جوائز فقط، يدعم المهرجان المواهب الشابة في العراق ويقوم بعرض نتاجهم من خلال شاشة المهرجان وإنتاج جزء كبير من هذه الأفلام لمن ليس لدي القدرة على إنتاج أفلامه من خلال الدعم اللوجستي لإنتاج الفيلم، إضافة إلى فتح باب التقديم لأفلام الشباب من كافة دول العالم وعرضها للجمهور العراقي 

## شروط المشاركة بالمهرجان
- يجب أن لا تزيد مدة الفيلم عن ثلاث دقائق لضمان المشاركة في المسابقة الرسمية[4]

بغداد - العربي الجديد سينما 28 فبراير 2018
- الفيلم الذي يتجاوز 3 دقائق سوف يعرض ضمن فعاليات المهرجان لكن خارج المسابقة الرسمية
- لا يقبل المهرجان الأفلام ذات الجودة الضعيفة للمشاركة في المسابقة الرسمية أو خارجها
- تقبل الأفلام ضمن الانواع التالية: روائي، وثائقي، ورسوم متحركة
- لا تقبل الأفلام التي سبق وتم عرضها في التلفزيون أو عبر اليوتيوب
- يجب عرض الفيلم بلغته الاصلية مع وجود ترجمة للإنكليزية أو العربية حسب لغة الفيلم الاصلية
- الموعد النهائي لاستلام الأفلام 15شباط من كل عام قبل عقده[5]

## الجوائز
- : الجائزة الذهبية
- : الجائزة الفضية
- : الجائزة البرونزية
- جائزة لجنة التحكيم